# Schausia langazana
Schausia langazana är en fjärilsart som beskrevs av Sergius G. Kiriakoff 1974. Schausia langazana ingår i släktet Schausia och familjen nattflyn. Inga underarter finns listade.